# Осипов, Владимир Борисович
Владимир Борисович Осипов (род. 21 мая 1950, Тирасполь, МССР, СССР) — российский государственный деятель.

## Биография
Родился 21 мая 1950 года в Тирасполе. В 1967 году пошёл работать токарем завода Электромаш в Тирасполе. В 1973 году окончил Харьковское высшее военное училище. С 1973 — по 1975 год проходил военную службу в Уральском военном округе.
С 1975 — по 1991 год работал в органах военной контрразведки КГБ СССР, службу проходил в различных оперативных и руководящих должностях в Уральском, Сибирском, Среднеазиатском и Туркестанском военных округах, в Москве.
В 1976 году окончил высшие курсы КГБ при Совете Министров СССР, в 1989 году – Московскую высшую партийную школу.
В 1991—1994 гг. — заместитель начальника, начальник отдела управления кадров ФАПСИ при президенте РФ.
В 1994—1998 гг. — заместитель начальника Главного управления безопасности связи ФАПСИ по кадрам — начальник отдела кадров.
В 1998—1999 гг. — начальник Управления кадровой политики Администрации Президента Российской Федерации.
В 1999—2004 гг. — начальник Управления кадров президента РФ.
С 2 апреля 2004 года — начальник Управления президента Российской Федерации по кадровым вопросам и государственным наградам.

## Награды
- Орден «За заслуги перед Отечеством» III степени (20 апреля 2010) — за большой вклад в обеспечение деятельности Президента Российской Федерации и многолетнюю добросовестную службу[1]
- Орден «За заслуги перед Отечеством» IV степени (21 мая 2005) — за заслуги в обеспечении конституционных полномочий Президента Российской Федерации и многолетнюю добросовестную службу[2]
- Орден Дружбы (22 мая 2000) — за заслуги перед государством и многолетнюю добросовестную работу[3]
- Медаль Столыпина П. А. II степени (21 мая 2025) — за заслуги перед государством и многолетнюю добросовестную работу
- Медаль Столыпина П. А. I степени (20 мая 2020) — за многолетнюю плодотворную государственную деятельность[4]
- Почётная грамота Правительства Российской Федерации (10 марта 2007) — за большой вклад в подготовку и проведение встречи глав государств и правительств стран — членов «Группы восьми» в г. Санкт-Петербурге[5]